# Kenichirō Matsuda
Kenichirō Matsuda est un comédien de doublage japonais.

## Filmographie

### Film d'animation
- 2022 : The First Slam Dunk : Chuichirou Noma[1]
- 2023 : Spy × Family Code: White : Bond Forger / Narrateur

### Jeux vidéos
- 2004 : Tekken 5 : Raven
- 2013 : Dramatical Murder : Mink
- 2016 : Furi : La Main / La Pointe / La Flamme

### Série animée
- 2012 : Battle Tendency : Donovan
- 2016 : My Hero Academia : Yu Hojo
- 2019 : Vinland Saga : Thors
- 2020 : Magatsu Wahrheit : Arnold[2]
- 2022 : Spy × Family : Bond Forger[3]
- 2025 : Übel Blatt : Guéranpen[4]